# Paul Child
Paul Child (Birmingham, 8 december 1952) is een voormalig Engelse voetballer. In zijn carrière heeft hij bij verschillende clubs in de Verenigde Staten gespeeld. In 1974 werd hij topscorer in de North American Soccer League.

## Erelijst

### Topscorer North American Soccer League
- Winnaar: (1) 1974 (15)